# GCstar
 (septembre 2012).
GCstar est une application pour gérer des collections personnelles (films, livres, timbres, ...).
GCstar est le successeur de GCfilms qui ne gérait que les collections de films.

## Fonctionnalités
Les informations associées à chaque élément peuvent être récupérées automatiquement depuis Internet. On peut également leur associer d'autres informations comme l'endroit où se trouve l'objet ou à qui il a été prêté. Il est aussi possible de faire des recherches dans les collections selon des critères.
Les collections peuvent être des films, des jeux vidéo, des livres, de la musique,de la numismatique, du vin, des jeux de société, des bandes dessinées, des épisodes de séries TV, des timbres, des périodiques/magazines, des mini véhicules, des cartes à puce, ou d'autres.

### Récupération automatique
Les informations concernant un élément peuvent être automatiquement récupérées depuis plusieurs sites Internet. Elles peuvent aussi être entrées manuellement. Très peu d'informations sont nécessaires pour lancer cette recherche. Il s'agit par exemple du titre d'un film ou du code ISBN d'un livre.

### Importation et exportation
Cette application peut importer des collections créées avec d'autres logiciels comme Tellico, Alexandria ou Ant Movie Catalog. Il est aussi possible de générer une collection à partir de formats plus standard tels que le CSV ou une simple liste de noms.
Les collections peuvent aussi être exportées en différents formats comme l'HTML (en se basant sur des modèles), l'XML ou le SQL.

### Gestion des emprunts
Un emprunteur peut être associé à chaque élément. GCstar conserve alors un historique de tous les emprunts. Il est aussi possible de rapidement afficher tous les éléments empruntés.
Un message électronique peut également être envoyé en rappel à un emprunteur.

## Mascotte
La mascotte de GCstar est la même que celle de GCfilms. Il s'agit d'un périscope bleu appelé Péri. Il a été créé par LE SPEKTRE, un collectif de créateurs indépendants.

## Plates-formes
GCstar peut être utilisé sur tout système pour lequel une version de Gtk2-Perl ou Gtk3-Perl est disponible.
Il a été inclus dans plusieurs distributions GNU/Linux (Debian, Fedora Extras, Ubuntu Linux Universe, Mandriva Linux contribs, Arch Linux AUR) et FreeBSD. Une version pour Microsoft Windows existe également et il est utilisable sur MacOS.

## Licence
GCstar est distribué selon les termes de la GNU General Public License.
Toutes les images (y compris la mascotte) sont distribuées sous une double licence : Licence publique générale GNU (pour pouvoir être utilisées dans GCstar) et Licence Creative Commons Attribution, redistribution à l'identique v. 2.5 (pour laisser les autres créateurs s'en servir).